# Babah Dua (Tadu Raya)
Babah Dua is een bestuurslaag in het regentschap Nagan Raya van de provincie Atjeh, Indonesië. Babah Dua telt 897 inwoners (volkstelling 2010).